# Anthony Annan
Anthony Annan (nascut el 21 de juliol de 1986 en Accra) és un futbolista ghanès que juga de centrecampista al CA Osasuna, cedit pel Schalke 04.